# Homps (Aude)
Homps , es una localidad  y comuna francesa, situada en el departamento del Aude en la región de Languedoc-Rosellón.
A sus habitantes se les conoce por el gentilicio Hompsois.

## Demografía
| 556 | 604 | 548 | 569 | 611 | 605 |
| Para los censos de 1962 a 1999 la población legal corresponde a la población sin duplicidades (Fuente: INSEE [Consultar]) |     |     |     |     |     |

(Población sans doubles comptes según la metodología del INSEE).

## Lugares de interés
- Edificio de la Orden de los Caballeros de Malta
- Capilla románica de St Michel del siglo XI, edificada por la orden del Hospital de San Juan de Jerusalén (orden de Malta).
- Canal du Midi.